# Uhličitan sodný
Uhličitan sodný (Na2CO3), též soda, soda na praní, těžká/lehká soda nebo kalcinovaná (kalc.) soda, je anorganická sloučenina. Je to sodná sůl kyseliny uhličité. V bezvodém stavu jde o bílý prášek tající při 851 °C. Ve vodě se snadno rozpouští za uvolnění hydratačního tepla. Krystalizací za laboratorní teploty lze získat nejdůležitější hydrát, tzv. krystalovou sodu (Na2CO3·10H2O) – uhličitan sodný, dekahydrát. Vodné roztoky sody jsou silně zásadité z důvodu hydrolytického štěpení (je to sůl silné zásady a slabé kyseliny). Soda se synteticky vyrábí ve velkém množství z chloridu sodného Solvayovým procesem.

## Historie
Soda patří k nejdůležitějším produktům chemického průmyslu. Nachází využití v rozmanitých výrobách, jako např. v keramice, textilním průmyslu (barvení a zpracování bavlny), při výrobě mýdel, ve sklářství, při výrobě buničiny, v pracích a odmašťovacích prostředcích, v chemickém průmyslu jako levná alkálie atd. Současná výroba sody na světě přesáhla 32 mil. t/rok.
Soda je známa od nepaměti. Již ve starém Egyptě byla k dispozici přírodní usazenina obsahující 4 % Na2CO3 a 25 % NaHCO3, která se používala např. při mumifikaci. Do 18. století byla soda vyráběna spalováním rostlin rostoucích na mokrých a slaných půdách. Popel byl poté kalcinován a vyluhován. Vzniklý produkt obsahující podle provenience od 3 do 30 % Na2CO3, byl drahý a dostupný jen v omezeném množství. V 18. století se zvýšila poptávka zejména po skle, mýdle a textilu a dostupné zdroje sody přestaly dostačovat. Proto r. 1775 Francouzská akademie věd vyhlásila soutěž o nejlepší postup, jak z dostupných surovin vyrobit sodu. Soutěž vyhrál francouzský lékař Nicolas Leblanc, který založil první výrobnu sody podle svého postupu, která však zkrachovala a vynálezce skončil sebevraždou v chudobinci.
Leblancův postup byl realizován v Anglii, která nutně potřebovala sodu na zpracování bavlny dovážené z kolonií. První anglická výrobna byla uvedena do provozu r. 1829. Výroba sody Leblancovým postupem dosáhla vrcholu kolem r. 1880, kdy Anglie produkovala ročně 500 t a zbytek světa 250 t. Výroba sody Leblancovým postupem potom začala upadat, protože byl průmyslově realizován energeticky výhodnější Solvayův postup, který produkoval méně odpadů a poskytoval kvalitnější sodu. Belgičan Ernest Solvay vyřešil problém jak obrátit směr reakce a technicky postup realizoval. V r. 1865 již byla v Belgii první výrobna sody s kapacitou 1,5 t/den. V Německu byla první Solvayova jednotka uvedena do provozu r. 1880. Solvayův proces zcela vytlačil Leblancův postup počátkem 20. let 20. století a r. 1923 byla zastavena poslední výrobna sody postupem podle Leblanca.
Po 2. světové válce nabyla na důležitosti výroba sody z minerálu trona, Na2CO3.NaHCO3.2H2O, který byl objeven r. 1937. Výroba z trony je ekologická, investičně málo náročná a poskytuje levný produkt. V USA jsou dnes v provozu jen čtyři Solvayovy jednotky a většina sody je vyráběna z trony. Jelikož v Evropě není trona k dispozici, vyrábí se zde soda stále Solvayovým postupem. Výroba sody z trony kryje přibližně 30 % její celosvětové spotřeby.
Přestože jediná výrobna sody Solvayovým postupem na českém území ukončila činnost počátkem 90. let, nelze tuto technologii pominout. Zavedení výroby sody Leblancovým postupem totiž představuje počátek chemické technologie. Pro průmyslovou realizaci postupu bylo třeba vyvinout nová, do té doby neznámá, zařízení a postupy, jako např. absorbéry, rotační pec, protiproudé vyluhování, která se v mírně modifikované formě používají dodnes. Solvayův postup byl zase prvním cyklickým procesem omezujícím vznik odpadních látek na dosažitelné minimum.

## Použití
Soda se používá při výrobě skla, papíru a detergentů. Časté je i použití jako prostředku pro vytvoření zásaditého prostředí.
V domácnosti je soda používána jako změkčovadlo vody. Váže ionty hořčíku a vápníku za vzniku patřičných nerozpustných uhličitanů. Bez jejího použití by bylo nutné použít nadbytečné množství pracího prostředku.
Soda je často používána ve fotografických procesech jako pH regulátor k zajištění stabilního zásaditého prostředí nutného pro správnou funkci vývojek.
Zajímavostí je, že se během historie používal jako přísada do nejrůznějších antikoncepčních směsí. Ve starém Egyptě (zmínka z písemnosti z období XII. dynastie) se používala pasta z včelího medu a uhličitanu sodného. V Římě za císařů Traiana a Hadriana se zase míchal s dření fíků. Tyto směsi měly po natření pochvy zabránit otěhotnění.[zdroj⁠?!]

## Výskyt
Soda je rozpustná ve vodě, ale může se přirozeně vyskytovat ve vyprahlých oblastech, obzvláště na místech vyschlých jezer. Soda z těchto zdrojů byla již v pradávných dobách používána v Egyptě k mumifikaci a k výrobě skla. Uhličitan sodný se vyskytuje ve formě tří hydrátů: Dekahydrátu, heptahydrátu a monohydrátu.

## Výroba
Existují dva základní výrobní postupy pro výrobu sody – Solvayův a Leblancův proces.

### Solvayův proces
V roce 1861 belgický chemik Ernest Solvay objevil metodu na přeměnu chloridu sodného na uhličitan sodný za použití amoniaku. Postup spočívá v tvorbě poměrně málo rozpustného hydrogenuhličitanu sodného (NaHCO3) reakcí hydrogenuhličitanu amonného a chloridu sodného ve vodném roztoku:
NaCl + NH4HCO3 → NaHCO3 + NH4Cl
Technicky se postupuje tak, že se do téměř nasyceného roztoku NaCl zavádí nejprve amoniak a poté oxid uhličitý. Vzniklý hydrogenuhličitan sodný se odfiltruje a zahříváním (kalcinací) převede na uhličitan sodný (kalcinovanou sodu):
2 NaHCO3 → Na2CO3 + H2O + CO2
Takto získaný oxid uhličitý se znovu odvádí zpět do výroby. Vzniklý chlorid amonný je podroben reakci s hydroxidem vápenatým za vzniku odpadního chloridu vápenatého a uvolnění amoniaku který je znovu použit ve výrobě.
Ca(OH)2 + 2 NH4Cl → CaCl2 + 2 NH3 + 2 H2O

### Leblancův proces
Tento způsob výroby byl vypracován r. 1791 Leblancem na základě ceny vypsané francouzskou Akademií.
Na chlorid sodný se působí koncentrovanou kyselinou sírovou za vzniku síranu sodného a kyseliny chlorovodíkové.
2 NaCl + H2SO4 → Na2SO4 + 2 HCl
Síran sodný se poté smísí s uhličitanem vápenatým (vápencem) a uhlím a taví se v peci. Během pálení probíhá tato reakce:
Na2SO4 + CaCO3 + 2 C → Na2CO3 + 2 CO2 + CaS
Z vychladlé taveniny je poté uhličitan sodný vyloužen vodou.